# テニス少女夢伝説!愛と響子
『テニス少女夢伝説!愛と響子』（テニスしょうじょゆめでんせつ あいときょうこ）は、1990年4月9日から同年9月17日までフジテレビ系列局で放送されていたテレビドラマである。フジテレビと大映テレビの共同製作。全24話。放送時間は毎週月曜 19:30 - 19:58 （日本標準時）。

## 概要
テニスを通じて出会った2人の少女の友情と戦いを描いたドラマ。作中には筋肉強化マシン、響子が着用する「魔球養成ギプス」やさまざまな魔球が登場した。
この作品の最終回をもって、この時間帯でのテレビドラマの放送は終了した。また、1984年から放送開始したアイドル主演の大映テレビ制作は6年間(全13作品)の幕を下ろした。今後、大映テレビは「妻たちの劇場」に移す。

## あらすじ
このドラマは数奇な星の下に生まれた2人の少女がテニスとの戦いの中で生きる事への過酷な挑戦を試みた美しきライバルの愛のロマンである。（オープニングナレーションより）
両親ともにテニスの元全日本チャンピオンである愛は、ウインブルドン選手権出場を宿命づけられ、テニスの英才教育を受けていた。ある日、そんな愛の前に響子が現れる。響子は貧しいながらも暖かい家庭で育った少女だった。愛とは対照的に、荒削りなプレイスタイルの響子とはいつしかライバル関係となるが、二人には隠された秘密があった。

## キャスト
- 藤山愛：渡辺美奈代

健次郎と淳子の養女。一流のテニスプレイヤーを目指そうとする。3歳の時孤児院で生き別れになった妹・あずさを捜している。
- 高野響子：万里洋子

突然愛の前に現れた、一流のテニスプレイヤーを目指そうとする少女。愛を目の敵にする。
- 藤山健次郎：谷隼人

愛の養父。愛を孤児院から引き取るも、「俺は自分の子が欲しい」と愛を悲しみの底に突き落とす。
- 鬼頭コーチ：石原良純

響子の専属コーチ。愛に辛く当たる。
- 荒井乃梨子
- 橋野恵美
- 佐藤健太
- 藤山淳子：赤座美代子

愛の養母。夫・健次郎に浮気され、人生のすべてを愛に託す。
- 円谷ギン：浅利香津代

伊豆のペンションの主人で、陽介の姉。愛と響子の出生の秘密を知る人物。藤山家や高野家を脅迫する。
- 円谷絵梨子：石原めぐみ

ギンの養女。
- 滝口コーチ：木村元

愛の専属コーチ。練習は厳しいが、普段は優しい。
- 成島ひとみ：本田理沙
- 若山真砂美：遠藤美佐子
- 高野雪子：池波志乃

響子の母。響子を可愛がる。
- 立原修平：矢野武
- 高野賢三：粟津號

畳屋を営む響子の父。一生懸命テニスに打ち込む娘・響子を励ます。
- 円谷陽介：加納竜
- 円谷美津子：大塚良重
- ナレーター：来宮良子

## スタッフ
- 脚本：江連卓
- 演出：土屋統吾郎、小島穹、岡本弘、寺山彰男
- 音楽：真鍋平太郎
- 企画：亀山千広、中尾嘉伸（フジテレビ）
- プロデューサー：柳田博美、千原博司
- 制作：フジテレビ、大映テレビ株式会社

## 主題歌
「独立戦争」（第1話 - 第16話）
歌：鈴木彩子
「天使にスリルをおしえてあげて」（第17話 - 第24話）
歌：和久井映見（ポリスター）

## サブタイトル
| 話数 | 放送日        | サブタイトル               | ラテ欄版サブタイトル              | 監督       |
| ---- | ------------- | -------------------------- | --------------------------------- | ---------- |
| 1    | 1990年 4月9日 | 出会い                     | 出会い                            | 岡本弘     |
| 2    | 4月16日       | 敵意                       | 敵意                              | 岡本弘     |
| 3    | 4月23日       | 挑戦                       | 挑戦                              | 小島穹     |
| 4    | 4月30日       | 魔球                       | 魔球                              | 小島穹     |
| 5    | 5月7日        | 闘魂                       | 闘魂                              | 岡本弘     |
| 6    | 5月14日       | 悪女                       | 悪女                              | 岡本弘     |
| 7    | 5月21日       | 魔の手                     | 魔の手                            | 岡本弘     |
| 8    | 5月28日       | 秘密                       | 秘密・ 15年前の隠された真実とは?  | 小島穹     |
| 9    | 6月4日        | 脅迫                       | 脅迫・ 愛の出生の謎が見えてきた?  | 小島穹     |
| 10   | 6月11日       | 過去                       | 過去・ 日本海に妹の手がかりがある | 小島穹     |
| 11   | 6月18日       | 呪文                       | 呪文・ 愛を地獄に落とす悪魔の言葉 | 岡本弘     |
| 12   | 6月25日       | 妹よ                       | 妹よ・ テニスを捨てても会いたい!  | 岡本弘     |
| 13   | 7月2日        | 真実                       | 真実・ やっと妹にめぐり会えた!    | 岡本弘     |
| 14   | 7月9日        | 私は女王                   | 私は女王・ 勝利者は全て思うがまま | 小島穹     |
| 15   | 7月16日       | 秘密特訓                   | 秘密特訓・ 魔球崩しの秘策を捜せ!  | 小島穹     |
| 16   | 7月23日       | 魔球返し                   | 魔球返し・ ついに響子が負けるのか | 小島穹     |
| 17   | 7月30日       | 愛の犠牲者                 | 愛の犠牲者・ コートに隠された悲劇 | 寺山彰男   |
| 18   | 8月6日        | かませ犬の意地             | かませ犬の意地・ 私は涙を捨てた女 | 寺山彰男   |
| 19   | 8月13日       | 衝撃の告白                 | 衝撃の告白・ 今明かされる嵐の真実 | 小島穹     |
| 20   | 8月20日       | 涙の再会                   | 涙の再会                          | 小島穹     |
| 21   | 8月27日       | ウィンブルドンへ最後の試練 | ウィンブルドンへ最後の試練        | 土屋統吾郎 |
| 22   | 9月3日        | 悲しきかたき射ち           | 悲しきかたき射ち                  | 土屋統吾郎 |
| 23   | 9月10日       | 大波乱のトーナメント       | 大波乱のトーナメント              | 小島穹     |
| 24   | 9月17日       | ウィンブルドンへの道       | ウィンブルドンへの道              | 小島穹     |